# Barby Kelly
Barbara Ann „Barby“ Kelly (* 28. April 1975 in Gamonal, Spanien; † 15. April 2021 in Nordrhein-Westfalen) war eine irisch-US-amerikanische Musikerin und Malerin, die als viertjüngstes Mitglied der Kelly Family in den 1990er-Jahren Bekanntheit erlangte.

## Leben
Barbara Ann Kelly kam 1975 als zehntes Kind des US-amerikanischen Lehrers Daniel Jerome „Dan“ Kelly (1930–2002) und als fünftes Kind von dessen zweiter Ehefrau, der Tänzerin Barbara Ann geb. Suokko (1946–1982), in Gamonal, Spanien zur Welt. Sie hatte zwölf Geschwister, davon vier Halbgeschwister. Sie wurde nach ihrer Mutter benannt und erhielt zur Unterscheidung von dieser den Spitznamen „Barby“. Nach ihr wurden die Geschwister Michael Patrick, genannt „Paddy“ (* 1977), Maite (* 1979) und Angelo (* 1981) geboren, ehe die Mutter 1982 an Brustkrebs starb.
Ab den 1980er-Jahren absolvierte sie mit ihrer Familie durch große Teile Europas Straßenkonzerte. 1994 folgte der große Durchbruch der Kelly Family. Innerhalb der Familienband war sie für Gesang zuständig und spielte Gitarre, Akkordeon sowie hauptsächlich Congas. Im Gegensatz zu ihren Geschwistern blieb sie jedoch meist im Hintergrund. Zudem steuerte sie bei Konzerten oft Tanzeinlagen bei. Auf dem 1994 erschienenen Album Over the Hump, das zugleich das kommerziell erfolgreichste der Band ist, war sie mit den Liedern Baby Smile, She’s Crazy und Break Free vertreten. Zu den beiden erstgenannten wurden Musikvideos gedreht, obwohl sie nicht als Single erschienen.
Auf den folgenden Alben Almost Heaven, Growin’ Up und From their Hearts war sie ebenfalls mit mindestens einem Lied vertreten. Aus letzterem wurde das von ihr gesungene Hooks zusammen mit dem von ihrer Schwester Maite gesungenen Oh It Hurts als Doppelsingle ausgekoppelt. Ab 2000 trat sie zunächst nur noch sporadisch auf und wirkte noch 2002 am Album La Patata mit; anschließend zog sie sich ganz aus der Öffentlichkeit zurück.
Nachdem sie Ende 2012 einen Kurzauftritt mit einigen ihrer Geschwister absolvierte, enthüllte ihr Bruder Jimmy, dass sie seit 1999 an einer nicht näher benannten psychischen Krankheit leide und sie deswegen ab der Jahrtausendwende nicht mehr in der Öffentlichkeit in Erscheinung getreten sei. Sie wurde von Pflegeeltern betreut. Ihr Rückzug aus der Öffentlichkeit war immer wieder Gegenstand der Boulevardpresse.
Als die Kelly Family 2017 ihr großes Comeback hatte, war sie abermals nicht dabei, war jedoch auf den Alben We Got Love und 25 Years Later mit einzelnen Liedern als „Special Guest“ vertreten. Die Tourneen bestritt sie aber nicht mit.
Bis Anfang 2020 lebte sie im vogtländischen Mißlareuth. Im Herbst 2020 wurde ein Instagram-Account unter ihrem Namen eröffnet, auf dem nur zwei Fotos geteilt wurden. Den Account verwaltete ihr Bruder Joey. Am 15. April 2021 starb sie im Alter von 45 Jahren an einer Lungenembolie. Fünf Tage später gab die Band ihren Tod in einer offiziellen Stellungnahme bekannt. Auf ihren Tod wurde in der Presse mit Nachrufen reagiert. Sie wurde auf dem Nordfriedhof der Kreisstadt Siegburg bestattet.

## Diskografie

### Mit The Kelly Family
- 1990: New World
- 1991: Honest Workers
- 1992: Street Life
- 1993: Wow
- 1994: Over the Hump
- 1996: Almost Heaven
- 1997: Growin’ Up
- 1998: From Their Hearts
- 1998: Live Live Live
- 2002: La Patata
- 2017: We Got Love (als Special Guest)
- 2019: 25 Years Later (als Special Guest)

### Weitere Auftritte
- 1996: BAP – Amerika (als Teil des „Polizeichors“)